# X-Faktor (hetedik évad)
Az X-Faktor című televíziós énekes tehetségkutató hetedik évada 2017. szeptember 2-án vette kezdetét az RTL-en.
Az X-Faktor hatodik évadának fináléjában jelentette be Istenes Bence, hogy 2017-ben elindul a műsor következő évada. A műsor első ajánlója december 19-én jelent meg az RTL honlapján.

## Készítők

### A zsűri és a műsorvezetők
2017. március 10-én Tóth Gabi bejelentette, hogy a hetedik évadban már nem vesz részt. Helyét Radics Gigi énekesnő vette át. Gáspár Laci, ByeAlex és Puskás Peti visszatértek a második évadukra mentorként.
Az évadban Istenes Bence már nem vállalta a műsorvezetői feladatokat, Az idei évben a show műsorvezetője Lékai-Kiss Ramóna színésznő volt. A fináléra visszatért Istenes Bence.

## Műsorok felvételről

### Válogatók
Ebben az évben is már 14 éves kortól lehetett jelentkezni. Az első válogató 2017. szeptember 2-án került adásba.

### A Tábor
A Tábor 2017. szeptember 30-án és október 1-én került adásba.

### Mentorok háza
A Mentorok háza 2017. október 7-én és október 8-án került adásba. Az előző évadokhoz képest eltérés, hogy ezúttal nem voltak a döntést segítő vendégelőadók, azonban minden mentor meghallgatta a négy kategória versenyzőinek produkcióit, majd az adott kategória mentora két versenyzőt automatikusan az élő adásokba vitt, két további versenyzőt pedig a másik három mentorra bízott, akik közülük választották ki a harmadik továbbjutót. Érdekesség, hogy a magyar X-Faktor az első, ahol ezt a formátumot alkalmazták.
| Mentor      | Kategória       | Versenyzők         | Versenyzők       | Versenyzők     | Versenyzők             | Versenyzők     | Versenyzők      |
| ----------- | --------------- | ------------------ | ---------------- | -------------- | ---------------------- | -------------- | --------------- |
| ByeAlex     | Lányok          | Erdős Viola        | Izsó Boglárka    | Lengyel Anna   | Oláh Szandra Klarissza | Serena Rigacci | Tóth Bettina    |
| Radics Gigi | Fiúk            | Barna Martin       | Bereznay Dániel  | Kovács Pál     | Gulyás Roland          | Mézes Norbert  | Nagy Krisztián  |
| Puskás Peti | 25 év felettiek | Abaházi Nagy Lívia | Berta Dániel     | David Vardanov | Hegedűs Péter          | Rékasi Dezső   | Snjezana Pecija |
| Gáspár Laci | Zenekarok       | Catchy Workshop    | Florián Kvintett | London Kids    | M&M                    | Radio Mobster  | Ricco & Claudia |

### A továbbjutók
– Nyertes
     – Második helyezett
     – Harmadik helyezett
     – Visszalépett
| Mentor      | Kategória       | Mentor választása  | Mentor választása | A többi mentor választása | A többi mentor választása |
| ----------- | --------------- | ------------------ | ----------------- | ------------------------- | ------------------------- |
| ByeAlex     | Lányok          | Erdős Viola        | Tóth Bettina      | Serena Rigacci            |                           |
| Radics Gigi | Fiúk            | Gulyás Roland      | Nagy Krisztián1   | Mézes Norbert             | Bereznay Dániel1          |
| Puskás Peti | 25 év felettiek | Abaházi Nagy Lívia | Berta Dániel      | Hegedűs Péter             |                           |
| Gáspár Laci | Zenekarok       | Radio Mobster      | Ricco & Claudia   | London Kids               |                           |

1 2017. október 11-én az X-Faktor sajtótájékoztatóján bejelentették, hogy Nagy Krisztián a felkészülési időszakban adódott nehézségei miatt feladta a versenyt. Ez volt az első eset a magyar X-Faktor történetében, hogy egy előadó feladta a versenyt Helyére a korábban a Mentorok házából kiesett Bereznay Dániel került.

## Élő műsorok

### Összesített eredmények
Az első élő adás 2017. október 14-én került képernyőre. Itt derült ki, hogy kit választott a Fiúk kategóriájának mentora, Radics Gigi a versenyt feladó Nagy Krisztián helyére. Az előző évadhoz hasonlóan az első három élő adásban itt is kettesével estek ki a versenyzők. A döntő itt is egynapos volt. A Fináléban a műsorvezető Istenes Bence volt.
| – Lányok (ByeAlex)              |                                                                                                 | – Az előadó továbbjutott |
| – Fiúk (Radics Gigi)            | – A versenyző benne volt az utolsó kettő/háromban, párbajoznia kellett.                         |                          |
| – Zenekarok (Gáspár Laci)       | – A versenyző benne volt az utolsó háromban, de a legkevesebb szavazatot kapva azonnal kiesett. |                          |
| – 25 év felettiek (Puskás Peti) | – Az előadó kiesett                                                                             |                          |

| #               | Előadó             | 1. hét (október 14.)                     | 2. hét (október 21.)                     | 3. hét (október 28.)                       | 4. hét (nov. 4.)                      | 5. hét (nov. 11.)               | 6. hét (nov. 18.)               | 7. hét (Finálé) (nov. 25.)        | 7. hét (Finálé) (nov. 25.)        |
| #               | Előadó             | 1. hét (október 14.)                     | 2. hét (október 21.)                     | 3. hét (október 28.)                       | 4. hét (nov. 4.)                      | 5. hét (nov. 11.)               | 6. hét (nov. 18.)               | 1. kör                            | 2. kör                            |
| --------------- | ------------------ | ---------------------------------------- | ---------------------------------------- | ------------------------------------------ | ------------------------------------- | ------------------------------- | ------------------------------- | --------------------------------- | --------------------------------- |
| 1.              | Ricco & Claudia    | 1.                                       | 1.                                       | 2.                                         | 2.                                    | 1.                              | 1.                              | 1.                                | 1. 50,93%                         |
| 2.              | Serena Rigacci     | 2.                                       | 2.                                       | 1.                                         | 1.                                    | 2.                              | 2.                              | 2.                                | 2. 49,07%                         |
| 3.              | Gulyás Roland      | 3.                                       | 3.                                       | 3.                                         | 3.                                    | 3.                              | 3.                              | 3.                                | 3.                                |
| 4.              | Tóth Bettina       | 4.                                       | 5.                                       | 4.                                         | 4.                                    | 4.                              | 4.                              | Kiesett a 6. héten                | Kiesett a 6. héten                |
| 5.              | Berta Dániel       | 5.                                       | 7.                                       | 5.                                         | 6.                                    | 5.                              | Kiesett az 5. héten             | Kiesett az 5. héten               | Kiesett az 5. héten               |
| 6.              | Abaházi Nagy Lívia | 7.                                       | 4.                                       | 6.                                         | 5.                                    | Kiesett a 4. héten              | Kiesett a 4. héten              | Kiesett a 4. héten                | Kiesett a 4. héten                |
| 7.              | Erdős Viola        | 9.                                       | 9.                                       | 7.                                         | Kiesett a 3. héten                    | Kiesett a 3. héten              | Kiesett a 3. héten              | Kiesett a 3. héten                | Kiesett a 3. héten                |
| 8.              | Bereznay Dániel    | 6.                                       | 6.                                       | 8.                                         | Kiesett a 3. héten                    | Kiesett a 3. héten              | Kiesett a 3. héten              | Kiesett a 3. héten                | Kiesett a 3. héten                |
| 9.              | London Kids        | 10.                                      | 8.                                       | Kiesett a 2. héten                         | Kiesett a 2. héten                    | Kiesett a 2. héten              | Kiesett a 2. héten              | Kiesett a 2. héten                | Kiesett a 2. héten                |
| 10.             | Mézes Norbert      | 8.                                       | 10.                                      | Kiesett a 2. héten                         | Kiesett a 2. héten                    | Kiesett a 2. héten              | Kiesett a 2. héten              | Kiesett a 2. héten                | Kiesett a 2. héten                |
| 11.             | Hegedűs Péter      | 11.                                      | Kiesett az 1. héten                      | Kiesett az 1. héten                        | Kiesett az 1. héten                   | Kiesett az 1. héten             | Kiesett az 1. héten             | Kiesett az 1. héten               | Kiesett az 1. héten               |
| 12.             | Radio Mobster      | 12.                                      | Kiesett az 1. héten                      | Kiesett az 1. héten                        | Kiesett az 1. héten                   | Kiesett az 1. héten             | Kiesett az 1. héten             | Kiesett az 1. héten               | Kiesett az 1. héten               |
| Párbajozók      | Párbajozók         | Hegedűs Péter, London Kids               | Erdős Viola, London Kids                 | Abaházi Nagy Lívia, Erdős Viola            | Abaházi Nagy Lívia, Berta Dániel      | Berta Dániel, Tóth Bettina      | Gulyás Roland, Tóth Bettina     | A zsűri nem szavaz, csak a nézők. | A zsűri nem szavaz, csak a nézők. |
| Zsűri szavazása | Zsűri szavazása    | Ki essen ki?                             | Ki essen ki?                             | Ki essen ki?                               | Ki essen ki?                          | Ki essen ki?                    | Ki essen ki?                    | A zsűri nem szavaz, csak a nézők. | A zsűri nem szavaz, csak a nézők. |
| Puskás Peti     | Puskás Peti        | London Kids                              | London Kids                              | Erdős Viola                                | Abaházi Nagy Lívia                    | Tóth Bettina                    | Gulyás Roland                   | A zsűri nem szavaz, csak a nézők. | A zsűri nem szavaz, csak a nézők. |
| Radics Gigi     | Radics Gigi        | London Kids                              | London Kids                              | Erdős Viola                                | Abaházi Nagy Lívia                    | Berta Dániel                    | Tóth Bettina                    | A zsűri nem szavaz, csak a nézők. | A zsűri nem szavaz, csak a nézők. |
| ByeAlex         | ByeAlex            | Hegedűs Péter                            | London Kids                              | Abaházi Nagy Lívia                         | Abaházi Nagy Lívia                    | Berta Dániel                    | Gulyás Roland                   | A zsűri nem szavaz, csak a nézők. | A zsűri nem szavaz, csak a nézők. |
| Gáspár Laci     | Gáspár Laci        | Hegedűs Péter                            | Erdős Viola                              | Abaházi Nagy Lívia                         | Berta Dániel                          | Berta Dániel                    | Tóth Bettina                    | A zsűri nem szavaz, csak a nézők. | A zsűri nem szavaz, csak a nézők. |
| Kieső           | Kieső              | Radio Mobster Legkevesebb nézői szavazat | Mézes Norbert Legkevesebb nézői szavazat | Bereznay Dániel Legkevesebb nézői szavazat | Abaházi Nagy Lívia 3/4 szavazat Zsűri | Berta Dániel 3/4 szavazat Zsűri | Tóth Bettina 2/4 szavazat Nézők | Gulyás Roland                     | Serena Rigacci                    |
| Kieső           | Kieső              | Hegedűs Péter 2/4 szavazat Nézők         | London Kids 3/4 szavazat Zsűri           | Erdős Viola 2/4 szavazat Nézők             | Abaházi Nagy Lívia 3/4 szavazat Zsűri | Berta Dániel 3/4 szavazat Zsűri | Tóth Bettina 2/4 szavazat Nézők | Gulyás Roland                     | Ricco & Claudia                   |

### 1. hét (október 14.)
- Sztárfellépő: Tóth Gabi (Ízedre vágyom)
- Közös produkció: Love and Bass (Gáspár Laci) / Bababo (ByeAlex és a Slepp)

| 1.                      | Berta Dániel       | Élvezd (Punnany Massif, a Intim Torna Illegál feldolgozásában) | Továbbjutott |
| 2.                      | Tóth Bettina       | Mercy (Kanye West)                                             | Továbbjutott |
| 3.                      | London Kids        | Into You (Ariana Grande)                                       | Utolsó három |
| 4.                      | Mézes Norbert      | Bodzavirág (Balázs Árpád)                                      | Továbbjutott |
| 5.                      | Bereznay Dániel    | Too Close (Alex Clare)                                         | Továbbjutott |
| 6.                      | Ricco & Claudia    | I Will Always Love You (Whitney Houston)                       | Továbbjutott |
| 7.                      | Erdős Viola        | Ha az életben (Kispál és a Borz)                               | Továbbjutott |
| 8.                      | Abaházi Nagy Lívia | Nessun dorma (Turandot) (Giacomo Puccini)                      | Továbbjutott |
| 9.                      | Radio Mobster      | Anti Anti (Bonaparte)                                          | 12.          |
| 10.                     | Gulyás Roland      | Thinking Out Loud (Ed Sheeran)                                 | Továbbjutott |
| 11.                     | Serena Rigacci     | Wrecking Ball (Miley Cyrus)                                    | Továbbjutott |
| 12.                     | Hegedűs Péter      | Freestyler (Bomfunk MC’s)                                      | Utolsó három |
| Az utolsó kettő párbaja |                    |                                                                |              |
| 1.                      | London Kids        | The One That Got Away (Katy Perry)                             | Továbbjutott |
| 2.                      | Hegedűs Péter      | U Can’t Touch This (MC Hammer)                                 | Kiesett      |

A zsűri szavazata arról, hogy ki essen ki: 
- Gáspár Laci: Hegedűs Péter
- ByeAlex: Hegedűs Péter
- Radics Gigi: London Kids
- Puskás Peti: London Kids

Mivel a zsűritagok nem tudtak dönteni, a nézői szavazatok alapján a verseny Hegedűs Péter számára ért véget.

### 2. hét (október 21.)
| 1.                      | Serena Rigacci     | Crawling (Linkin Park)                                 | Továbbjutott |
| 2.                      | Berta Dániel       | Canción del Mariachi (Antonio Banderas és a Los Lobos) | Továbbjutott |
| 3.                      | London Kids        | Girls/Girls/Boys (Panic at the Disco)                  | Utolsó három |
| 4.                      | Bereznay Dániel    | When I Was Your Man (Bruno Mars)                       | Továbbjutott |
| 5.                      | Tóth Bettina       | Look What You Made Me Do (Taylor Swift)                | Továbbjutott |
| 6.                      | Mézes Norbert      | The Winner Takes It All (ABBA)                         | 10.          |
| 7.                      | Gulyás Roland      | Uprising (Muse)                                        | Továbbjutott |
| 8.                      | Ricco & Claudia    | Skyfall (Adele)                                        | Továbbjutott |
| 9.                      | Erdős Viola        | Seven Nation Army (The White Stripes)                  | Utolsó három |
| 10.                     | Abaházi Nagy Lívia | A csitári hegyek alatt (népdal)                        | Továbbjutott |
| Az utolsó kettő párbaja |                    |                                                        |              |
| 1.                      | London Kids        | Sose (Senkise)                                         | Kiesett      |
| 2.                      | Erdős Viola        | Hétköznapi (Szabó Balázs Bandája feat. Julie Rens)     | Továbbjutott |

A zsűri szavazata arról, hogy ki essen ki: 
- Gáspár Laci: Erdős Viola
- ByeAlex: London Kids
- Radics Gigi: London Kids
- Puskás Peti: London Kids

A zsűritagok szavazatai alapján a verseny a London Kids számára ért véget.

### 3. hét (október 28.)
- Sztárfellépő: Danics Dóra (A nagylány vidám)

| 1.                      | Ricco & Claudia    | Ain’t No Mountain High Enough (Marvin Gaye & Tammi Terrell)  | Továbbjutott |
| 2.                      | Erdős Viola        | Earthquake (DJ Fresh, Diplo, Dominique Young Unique)         | Utolsó három |
| 3.                      | Abaházi Nagy Lívia | Habanera (Carmen) (Georges Bizet)                            | Utolsó három |
| 4.                      | Bereznay Dániel    | Shape of You / Galway Girl (Ed Sheeran)                      | 8.           |
| 5.                      | Tóth Bettina       | Humble (Kendrick Lamar / Skrillex remix)                     | Továbbjutott |
| 6.                      | Serena Rigacci     | All by Myself (Céline Dion)                                  | Továbbjutott |
| 7.                      | Berta Dániel       | Júlia nem akar a földön járni (Napoleon Boulevard)           | Továbbjutott |
| 8.                      | Gulyás Roland      | Álomarcú lány (Locomotiv GT)                                 | Továbbjutott |
| Az utolsó kettő párbaja |                    |                                                              |              |
| 1.                      | Erdős Viola        | Márti dala (Anna and the Barbies feat. Kiss Tibi)            | Kiesett      |
| 2.                      | Abaházi Nagy Lívia | Álmodtam egy álmot (A nyomorultak) (Claude-Michel Schönberg) | Továbbjutott |

A zsűri szavazata arról, hogy ki essen ki: 
- Gáspár Laci: Abaházi Nagy Lívia
- ByeAlex: Abaházi Nagy Lívia
- Radics Gigi: Erdős Viola
- Puskás Peti: Erdős Viola

Mivel a zsűritagok nem tudtak dönteni, a nézői szavazatok alapján a verseny Erdős Viola számára ért véget.

### 4. hét (november 4.)
| Sorrend                 | Versenyző                             | Dal (eredeti előadó)                                    | Eredmény          |                   |                   |
| Egyéni produkciók       | Egyéni produkciók                     | Egyéni produkciók                                       | Egyéni produkciók | Egyéni produkciók | Egyéni produkciók |
| ----------------------- | ------------------------------------- | ------------------------------------------------------- | ----------------- | ----------------- | ----------------- |
| 1.                      | Abaházi Nagy Lívia                    | The Phantom of the Opera (Nightwish)                    | Utolsó kettő      |                   |                   |
| 2.                      | Tóth Bettina                          | Zsolti, a béka (Bëlga)                                  | Továbbjutott      |                   |                   |
| 3.                      | Gulyás Roland                         | Believer (Imagine Dragons)                              | Továbbjutott      |                   |                   |
| 4.                      | Ricco & Claudia                       | Tears (Clean Bandit feat. Louisa Johnson)               | Továbbjutott      |                   |                   |
| 5.                      | Berta Dániel                          | They Don’t Care About Us (Michael Jackson)              | Utolsó kettő      |                   |                   |
| 6.                      | Serena Rigacci                        | Tavaszi szél vizet áraszt (népdal)                      | Továbbjutott      |                   |                   |
| Duettek                 |                                       |                                                         |                   |                   |                   |
| 7.                      | Berta Dániel és Gulyás Roland         | Say Say Say (Michael Jackson és Paul McCartney)         |                   |                   |                   |
| 8.                      | Abaházi Nagy Lívia és Ricco & Claudia | Adagio (Lara Fabian)                                    |                   |                   |                   |
| 9.                      | Serena Rigacci és Tóth Bettina        | Swalla (Jason Derulo feat. Nicki Minaj & Ty Dolla $ign) |                   |                   |                   |
| Az utolsó kettő párbaja |                                       |                                                         |                   |                   |                   |
| 1.                      | Berta Dániel                          | Vertigo (U2)                                            | Továbbjutott      |                   |                   |
| 2.                      | Abaházi Nagy Lívia                    | Egy rózsaszál                                           | Kiesett           |                   |                   |

A zsűri szavazata arról, hogy ki essen ki: 
- Gáspár Laci: Berta Dániel
- ByeAlex: Abaházi Nagy Lívia
- Radics Gigi: Abaházi Nagy Lívia
- Puskás Peti: Abaházi Nagy Lívia

A zsűritagok szavazatai alapján a verseny Abaházi Nagy Lívia számára ért véget.

### 5. hét (november 11.)
- Téma: egy magyar és egy idegen nyelvű dal

| 1.                      | Tóth Bettina    | Bodak Yellow (Cardi B)               | Utolsó kettő |
| 9.                      | Tóth Bettina    | Zenebuddhizmus (Akkezdet Phiai)      | Utolsó kettő |
| 2.                      | Ricco & Claudia | Megtalállak (Gáspár Laci)            | Továbbjutott |
| 6.                      | Ricco & Claudia | Shackles (Praise You) (Mary Mary)    | Továbbjutott |
| 3.                      | Gulyás Roland   | Fallin’ (Alicia Keys)                | Továbbjutott |
| 10.                     | Gulyás Roland   | A boldogság Te vagy (Takács Nikolas) | Továbbjutott |
| 4.                      | Berta Dániel    | Erre még meghívlak (Halott Pénz)     | Utolsó kettő |
| 7.                      | Berta Dániel    | World Up (Gun)                       | Utolsó kettő |
| 5.                      | Serena Rigacci  | Over You (Radics Gigi)               | Továbbjutott |
| 8.                      | Serena Rigacci  | That’s What I Like (Bruno Mars)      | Továbbjutott |
| Az utolsó kettő párbaja |                 |                                      |              |
| 1.                      | Berta Dániel    | Call Me (Blondie)                    | Kiesett      |
| 2.                      | Tóth Bettina    | Egyszer fent, egyszer lent (DSP)     | Továbbjutott |

A zsűri szavazata arról, hogy ki essen ki: 
- Gáspár Laci: Berta Dániel
- ByeAlex: Berta Dániel
- Radics Gigi: Berta Dániel
- Puskás Peti: Tóth Bettina

A zsűri többségi döntése alapján a verseny Berta Dániel számára ért véget.

### 6. hét (november 18.)
- Sztárfellépő: Gáspár Laci (ByeAlex-szel közös szerzemény)

| 1.                      | Serena Rigacci  | Toxic (Britney Spears)                             | Továbbjutott |
| 5.                      | Serena Rigacci  | Don't Let Me Down (The Chainsmokers feat. Daya)    | Továbbjutott |
| 2.                      | Ricco & Claudia | Ajtók mögött (Zsédenyi Adrienn)                    | Továbbjutott |
| 8.                      | Ricco & Claudia | As (George Michael feat. Mary J. Blige)            | Továbbjutott |
| 3.                      | Tóth Bettina    | H.A.M. (Kanye West feat. Jay-Z)                    | Utolsó kettő |
| 7.                      | Tóth Bettina    | Képkockák (Fluor Tomi)                             | Utolsó kettő |
| 4.                      | Gulyás Roland   | Kicsi, gyere velem rózsát szedni (Cserháti Zsuzsa) | Utolsó kettő |
| 6.                      | Gulyás Roland   | Livin’ on a Prayer (Bon Jovi)                      | Utolsó kettő |
| Az utolsó kettő párbaja |                 |                                                    |              |
| 1.                      | Tóth Bettina    | New Slaves (Kanye West)                            | Kiesett      |
| 2.                      | Gulyás Roland   | Take Me to Church (Hozier)                         | Továbbjutott |

A zsűri szavazata arról, hogy ki essen ki: 
- Gáspár Laci: Tóth Bettina
- ByeAlex: Gulyás Roland
- Radics Gigi: Tóth Bettina
- Puskás Peti: Gulyás Roland

A zsűritagok nem tudtak dönteni, ezért a nézők döntése alapján a verseny Tóth Bettina számára ért véget.

### 7. hét – Finálé (november 25.)
A Fináléban csak a nézői szavazatok számítottak. A döntő az előző évadhoz hasonlóan itt is egynapos volt.
A Finálé műsorvezetője Istenes Bence volt, mivel Kiss Ramónának a Celeb vagyok, ments ki innen! műsora miatt Afrikába kellett utaznia. Továbbá itt jelentette be Istenes Bence, hogy 2018 őszén elindul a műsor nyolcadik évada.
- Téma: a válogatón előadott dal, duett a mentorral (1. kör); egy elő nem adott párbajdal, a győztes dala (2. kör)
- Sztárfellépő: Opitz Barbi feat. Burai Krisztián (Nincs az a pénz)
- Közös produkció: Álomutazó (Radics Gigi & Varga Viktor)

| Sorrend | Versenyző       | Dal (eredeti előadó)                                                       | Eredmény     |        |        |
| 1. kör  | 1. kör          | 1. kör                                                                     | 1. kör       | 1. kör | 1. kör |
| ------- | --------------- | -------------------------------------------------------------------------- | ------------ | ------ | ------ |
| 1.      | Gulyás Roland   | Numb (Linkin Park)                                                         | 3. helyezett |        |        |
| 6.      | Gulyás Roland   | Vadonatúj érzés (Radics Gigi) – duett Radics Gigivel                       | 3. helyezett |        |        |
| 2.      | Ricco & Claudia | Writing's on the Wall (Sam Smith)                                          | Továbbjutott |        |        |
| 5.      | Ricco & Claudia | És mégis forog a Föld (Gáspár Laci) – duett a Gáspár Laci Band-del         | Továbbjutott |        |        |
| 3.      | Serena Rigacci  | And I Am Telling You I'm Not Going (Jennifer Hudson)                       | Továbbjutott |        |        |
| 4.      | Serena Rigacci  | Az én rózsám (ByeAlex) – duett a ByeAlex és a Slepp-pel                    | Továbbjutott |        |        |
| 2. kör  |                 |                                                                            |              |        |        |
| 7.      | Serena Rigacci  | Praying (Kesha)                                                            | 2. helyezett |        |        |
| 10.     | Serena Rigacci  | Way Too Young (zene és szöveg: Schmidt Gergő és Márta Alex)                | 2. helyezett |        |        |
| 8.      | Ricco & Claudia | Lay Me Down (Sam Smith)                                                    | Győztes      |        |        |
| 9.      | Ricco & Claudia | Ha minden van, semmit sem látsz (zene: Gáspár Laci, szöveg: Czutor Zoltán) | Győztes      |        |        |

A nézői szavazatok alapján a hetedik évadot Ricco & Claudia nyerte meg.

## Nézettség
Jelmagyarázat
     – Az X-Faktor legmagasabb nézettsége
     – Az X-Faktor legalacsonyabb nézettsége
| Adás                    | Sugárzás             | Idősáv         | RTL                  | RTL                  | RTL                  | RTL                 | RTL                 | RTL                 | Forrás |
| Adás                    | Sugárzás             | Idősáv         | Teljes lakosság (4+) | Teljes lakosság (4+) | Teljes lakosság (4+) | Célközönség (18–49) | Célközönség (18–49) | Célközönség (18–49) | Forrás |
| Adás                    | Sugárzás             | Idősáv         | AMR                  | Arány (SHR%)         | Heti helyezés        | AMR                 | Arány (SHR%)        | Heti helyezés       | Forrás |
| ----------------------- | -------------------- | -------------- | -------------------- | -------------------- | -------------------- | ------------------- | ------------------- | ------------------- | ------ |
| Válogató – 1. rész      | 2017. szeptember 2.  | szombat 20:00  | 1 164 071            | 28,8                 | 1.                   | 620 429             | 29,8                | 1.                  | [ 7 ]  |
| Válogató – 2. rész      | 2017. szeptember 9.  | szombat 20:00  | 1 242 822            | 32                   | 1.                   | 652 541             | 33,6                | 1.                  | [ 8 ]  |
| Válogató – 3. rész      | 2017. szeptember 16. | szombat 20:00  | 1 167 651            | 29                   | 2.                   | 610 390             | 30                  | 1.                  | [ 9 ]  |
| Válogató – 4. rész      | 2017. szeptember 23. | szombat 20:00  | 1 385 909            | 33,2                 | 1.                   | 737 514             | 33,9                | 1.                  | [ 10 ] |
| Tábor – 1. rész         | 2017. szeptember 30. | szombat 20:00  | 1 186 405            | 30                   | 1.                   | 628 570             | 30,2                | 1.                  | [ 11 ] |
| Tábor – 2. rész         | 2017. október 1.     | vasárnap 18:45 | 915 608              | 20,3                 | 3.                   | 545 777             | 23,4                | 2.                  | [ 12 ] |
| Mentorok háza – 1. rész | 2017. október 7.     | szombat 20:00  | 963 279              | 24,3                 | 2.                   | 485 810             | 23                  | 2.                  | [ 13 ] |
| Mentorok háza – 2. rész | 2017. október 8.     | vasárnap 18:45 | 806 304              | 23,5                 | 4.                   | 485 589             | 20,5                | 3.                  | [ 14 ] |
| 1. élő show             | 2017. október 14.    | szombat 20:00  | 942 668              | 27,2                 | 2.                   | 471 880             | 25                  | 2.                  | [ 15 ] |
| 2. élő show             | 2017. október 21.    | szombat 20:00  | 835 138              | 23,5                 | 3.                   | 426 629             | 22,4                | 2.                  | [ 16 ] |
| 3. élő show             | 2017. október 28.    | szombat 20:00  | 783 502              | 19,3                 | 6.                   | 388 888             | 17,6                | 8.                  | [ 17 ] |
| 4. élő show             | 2017. november 4.    | szombat 20:00  | 831 608              | 21,4                 | 5.                   | 434 650             | 20,3                | 3.                  | [ 18 ] |
| 5. élő show             | 2017. november 11.   | szombat 20:00  | 870 397              | 23,2                 | 3.                   | 428 873             | 21,6                | 3.                  | [ 19 ] |
| 6. élő show             | 2017. november 18.   | szombat 20:00  | 848 734              | 21,6                 | 3.                   | 405 638             | 19                  | 4.                  | [ 20 ] |
| 7. élő show - Döntő     | 2017. november 25.   | szombat 20:00  | 866 108              | 23,5                 | 4.                   | 407 316             | 20,9                | 3.                  | [ 21 ] |

Ez volt az első olyan évad, ahol a teljes lakosságból egyetlen élő adás nézettsége sem érte el az 1 milliót.